# 1862
1862 (MDCCCLXII) je bilo navadno leto, ki se je po gregorijanskem koledarju začelo na sredo, po 12 dni počasnejšem julijanskem koledarju pa na ponedeljek.

## Dogodki
- 22. september - Otto von Bismarck postane pruski kancler.

## Rojstva
- 23. januar - David Hilbert, nemški matematik († 1943)
- 15. maj - Arthur Schnitzler, avstrijski pisatelj, zdravnik († 1931)
- 30. julij - Nikolaj Nikolajevič Judenič, ruski general († 1933)
- 29. avgust - Maurice Maeterlinck, belgijski pesnik, dramatik († 1949)
- 20. november - Edvard Westermarck, finski sociolog († 1939)

## Smrti
- 3. februar - Jean-Baptiste Biot, francoski fizik, astronom, matematik (* 1774)
- 6. maj - Henry David Thoreau, ameriški pisatelj, filozof (* 1817)
- 24. september - Anton Martin Slomšek, škof in narodni buditelj (*1800)